# Novaj (Albánia)
Novaj település Albánia déli részén a korábbi Bogovë községben fekszik, Berat megyében. A 2015-ben végrehajtott önkormányzati átalakítás keretén belül a település átkerült Skrapar községhez.

## Fordítás
Ez a szócikk részben vagy egészben  a   Novaj című angol Wikipédia-szócikk ezen változatának fordításán alapul.  Az eredeti cikk szerkesztőit annak laptörténete sorolja fel. Ez a jelzés csupán a megfogalmazás eredetét és a szerzői jogokat jelzi, nem szolgál a cikkben szereplő információk forrásmegjelöléseként.